# Thomas Meunier
Thomas Meunier (Sainte-Ode, el 12 de setembre de 1991) és un futbolista belga que juga com a lateral dret pel Trabzonspor. És internacional amb la selecció belga.

## Carrera esportiva
Es formà als clubs RUS Saint-Ode, RUS Givry, Standard Liège i Virton. El 2016 fitxà pel Paris Saint-Germain Football Club. El club francès es va fer amb els serveis d'aquest futbolista internacional per la Selecció de futbol de Bèlgica després d'abonar 7 milions al Club Brugge Koninklijke.

### Palmarès
Club Bruges KV
- 1 Lliga Belga: 2015-16.
- 1 Copa Belga: 2014-15.

Paris Saint-Germain
- 2 Ligue 1: 2017-18, 2018-19.
- 1 Copa francesa: 2017-18.
- 2 Copa de la lliga francesa: 2016-17, 2017-18.
- 3 Supercopa francesa: 2016, 2017, 2019.